# Brevipalpus oleae
Brevipalpus oleae är en spindeldjursart som beskrevs av Baker 1949. Brevipalpus oleae ingår i släktet Brevipalpus och familjen Tenuipalpidae. Inga underarter finns listade.